# Шрейберг, Владимир Фёдорович
Владимир Фёдорович Шрейберг (1924, Москва, СССР — 1975, там же) — советский автор песен и сценарист, участник ВОВ.

## Биография
Родился в 1924 году в Москве. В 1941 году, сразу же после окончания средней школы был мобилизован в армию в связи с началом ВОВ и направлен на фронт и прошёл всю войну в воинской должности механика авиавооружения. После демобилизации в 1946 году поступил на сценарный факультет ВГИКа, который окончил в 1951 году. Сценарист ряда научно-популярных фильмов.
Кроме того, в 1947—1953 году совместно с А. Охрименко и С. Кристи (живших по соседству, на Чистых прудах) сочинил ряд песен, ставших «интеллигентским фольклором»: «Я был батальонный разведчик», «О Льве Толстом — мужике не простом» («Жил-был великий писатель…»), «Ходит Гамлет с пистолетом» и др. Тексты писали все трое, а музыку — именно Шрейберг.
Скоропостижно скончался в 1975 году.

## Фильмография

### Сценарист
- 1956 — Крылатый подарок
- 1959 — Я был спутником Солнца
- 1971 — Этот правый, левый мир